# Angel Krstev
Angel Krstev, född 15 december 1980, är en tjeckisk professionell ishockeyspelare som spelar för Avtomobilist Jekaterinburg i ryska KHL. 
Krstev har tidigare spelat för Torpedo Nizjnij Novgorod i Kontinental Hockey League samt ett flertal tjeckiska elitklubbar. I januari 2010 värvades Krstev till elitserielaget Färjestads BK. Krstev är en storväxt back som har sina främsta styrkor i det defensiva spelet. Han var Tjeckiens mest utvisade spelare säsongen 2008-09.